# Sozialistischer Hochschulbund

Logo

Der Sozialdemokratische Hochschulbund (SHB), ab 1972 Sozialistischer Hochschulbund, war ein der SPD nahestehender bundesweiter Studentenverband, der am 9. Mai 1960 in Bonn gegründet wurde und bis 1992 bestand.
Der Bundesvorstand des SHB gab von 1961 bis 1989 die Zeitschrift Frontal. Zeitschrift für demokratische Studenten (später mit dem Untertitel: Magazin für Hochschule, Politik und Kultur) heraus.

## Geschichte

### Anfänge als „Sozialdemokratischer Hochschulbund“
Der SHB entstand 1960 auf dem Höhepunkt der Auseinandersetzungen zwischen der SPD und ihrem damaligen Studentenverband SDS, in deren Verlauf sich mehrere an der SPD orientierende Hochschulgruppen aus dem SDS abspalteten und sich schließlich – mit Unterstützung der Parteiführung – zu einem eigenen Bundesverband zusammenschlossen. Im Gegensatz zum SDS bekannte sich der SHB zum Godesberger Programm der SPD, geriet aber dennoch schon in den folgenden Jahren in Konflikte mit der Mutterpartei, insbesondere wegen seiner Forderung nach Anerkennung der Oder-Neiße-Grenze.
Diese Spannungen nahmen zu, als sich der SHB nach seiner anfänglichen Abgrenzungshaltung Mitte der 1960er Jahre wieder an den SDS anzunähern begann und schließlich sogar der „Höchster Koalition“ aus SDS, LSD, HSU und weiteren linken Verbänden beitrat. Im Zuge der Studentenbewegung entwickelte sich der SHB kontinuierlich nach links. Wie die linke Studentenbewegung insgesamt griff man auch innerhalb des SHB vermehrt marxistische Theorieansätze und Konzepte auf. Das war vor allem die Analyse des zeitgenössischen Stadiums kapitalistischer Entwicklung als staatsmonopolistischer Kapitalismus (SMK), also einer historisch neuen Machtkonzentration nationaler und internationaler Konzerne und der mit ihnen verflochtenen Staatsgewalt, wie sie von Gesellschaftswissenschaftlern in West- und Osteuropa entwickelt worden war. Daraus wiederum ergab sich als Schlussfolgerung die Notwendigkeit einer linken Einheits- und klassenübergreifenden antimonopolitischen Bündnispolitik, des Vorrangs der Praxis demokratischer und sozialer Kämpfe vor der „Kritik der bürgerlichen Ideologie“ oder vor einer Avantgardepolitik, wie von anderen Studentengruppen vertreten. In diesen Fragen gab es eine weitgehende Übereinstimmung zwischen dem SHB und dem MSB Spartakus. Im Unterschied zu diesem vertrat man im SHB die Meinung, die SPD lasse sich im Sinne linker Politik auch dadurch verändern, dass der SHB dort seine Positionen wirkungsvoll einbringen könne, um so „der sozialistischen Theorie und Praxis innerhalb der SPD wieder zu größerer Geltung und Einfluß zu verhelfen“.
Die Spaltung des SHB erfolgte während der Bundesdelegiertenversammlung des SHB in Koblenz, im November 1971. Die DKP-nahestehenden Mitglieder wählten Kurt Wand zum neuen Bundesvorsitzenden. In der Folge verfolgte der SHB erine DKP-nahe Hochschulpolitik und wurde durch die DDR finanziert. Kurt Wand machte Karriere in der SPD in Hamburg und wurde IM der HVA der DDR.
Eine ebenfalls marxistisch inspirierte Minderheit konstituierte sich in der Folge als SHB SF („Sozialistische Fraktion“) und arbeitete in etlichen Uni-Städten weiter. Sehr erfolgreich war der SHB SF u. a. in Göttingen, Gießen, Hannover, Frankfurt, Bochum und Siegen. Der Verband bestand einige Jahre weiter und war örtlich in den Allgemeinen Studentenausschüssen stark vertreten. 1974/75 kam es in den meisten lokalen Gruppen zu Zusammenschlüssen mit den neu entstandenen Juso-Hochschulgruppen.

### „Sozialistischer Hochschulbund“
Die SPD löste sich Anfang 1972 vom SHB und strich ihm sämtliche finanzielle Unterstützungen. 1972 beschloss der SPD-Parteivorstand, dem SHB den Namen „sozialdemokratisch“ abzuerkennen, und setzte dies gerichtlich durch, nachdem der SHB aus Finanzgründen auf die Revision verzichtete. Seitdem nannte er sich Sozialistischer Hochschulbund.
Aus dem SMK-Konzept resultierte eine Sicht auf den Wissenschaftsbereich und die Hochschulen als gesellschaftliche Bereiche, die nicht anders als andere „an die Ziele und Bedingungen der Profitmaximierung gebunden“ seien. Die Hochschulen seien „Produktionsstätten“ von wissenschaftlichen Ergebnissen und der Qualifikation von Arbeitskraft. Daraus resultierte für den SHB (wie für den MSB) strategisch die Politik der gewerkschaftlichen Orientierung („GO-Politik“), eine Perspektive auf die wissenschaftlich Ausgebildeten als Teile der lohnabhängigen Bevölkerung („wissenschaftlich qualifizierte Facharbeiter“) wie andere auch, die ihre Interessen nur in „demokratischen Massenkämpfen“, wie sie die Gewerkschaften praktizierten, würden durchsetzen können.
Politische Schwerpunkte des SHB lagen in den 1970er und 1980er Jahren in der Hochschulpolitik („für eine demokratische Reform des Bildungswesens“), gegen die Berufsverbote und in der Friedensbewegung. Mitglieder des Verbands arbeiteten in vielen Studierendenvertretungen und in deren Dachverband VDS. Das enge Bündnis von SHB und MSB Spartakus – nicht selten um andere Studentengruppen erweitert – stellte schon in der ersten Hälfte der 1970er Jahre die meisten Allgemeinen Studentenausschüsse in Westdeutschland. Viele SHBler waren nach wie vor zugleich bei den Jusos und in der SPD aktiv. Sie waren der Meinung, die SPD lasse sich nach links hin verändern. 1973 nannte der damalige Bundesvorsitzende des SHB, Bernard Braun, 80 Gruppen mit etwa 3.000 Mitgliedern. Der SHB und sein Bündnispartner MSB hatten als linke Studentenverbände seit den 1970er Jahren Massencharakter in der Studentenschaft bekommen (MSB 1972: 40 Gruppen mit 2.000 Mitgliedern). Trotz Abgrenzung und Ausgrenzung konnte der Verband bis etwa 1987 Mitgliederzahlen und Wahlergebnisse kontinuierlich weiter steigern.
Nach dem Scheitern der Anbindung der selbständigen Studentenorganisationen SDS und SHB an die SPD-Politik initiierte die Partei an verschiedenen Universitäten „Juso-Hochschulgruppen“, die ein Teil des Organisationsapparats der SPD waren. Ende 1974 stellte der Juso-Bundesausschuss fest, dass „zur Zeit“ zwei Organisationsmöglichkeiten für sozialdemokratische Studierende beständen, aber eine einheitliche Vertretung wünschenswert sei. 1979 beschloss der Juso-Bundeskongress mehrheitlich, dass die Jungsozialisten trotz schwerwiegender Meinungsunterschiede „den SHB weiterhin als politisch und organisatorisch eigenständigen Studentenverband innerhalb des sozialdemokratischen Spektrums betrachten“ würden. Die Jusos kritisierten die Haltung des SHB zur Verhaftung und Verurteilung des DDR-Dissidenten Rudolf Bahro. Bei Wahlen allerdings würde die Juso-Bundesorganisation „natürlicherweise die Jungsozialisten-Hochschulgruppen unterstützen“ und „die organisatorische Vereinheitlichung der Juso-Positionen im Hochschulbereich über die Jusos-Hochschulgruppen anstreben“. Ein wichtiges Mitteilungsorgan der Führungs der SPD „über Tendenzen  innerhalb  der  Parteijugend“ und insbesondere der SPD-Studenten stellte der Arbeitskreis „Sicherheit“ beim Parteivorstand dar, in dem auch die SPD-Obmänner aus den Landesämtern für Verfassungsschutz saßen und Ergebnisse aus der Bespitzelung der Parteijugend, so des SHB, einspeisten.
Begleitet wurde diese Entwicklung zunehmender Distanzierung aus dem Raum der SPD durch die im Kontext der Neuen Ostpolitik mit dem sog. Radikalenerlass seit 1972 eingeführten Beschäftigungs- und Berufsverbote gegen Linke, die auch gegen Angehörige des SHB wie etwa die angehenden Lehrer Thomas Jaitner oder Aart Pabst eingesetzt wurden.
Im Sommer 1989 kam es zu Auseinandersetzungen um die Studentenproteste in Peking. Nach Ansicht einiger Kritiker verurteilte der SHB die Niederschlagung der chinesischen Studentenbewegung auf dem Pekinger Tian’anmen-Platz nur halbherzig. In der Folge kam es zunächst zu Austritten einzelner Mitglieder. Im Juni 1989 verließ die SHB-Gruppe an der Universität Köln den Bundesverband und firmierte kurzzeitig als „Unabhängiger SHB“ (USHB), um sich später mehrheitlich der Juso-Hochschulgruppe Köln anzuschließen.
Ebenfalls 1989 musste der SHB seine Bundeszeitschrift frontal einstellen, weil der Trägerverein des Magazins in Konkurs gegangen war. Gedruckt wurde die frontal bei der Plambeck & Co. GmbH, die zum Bereich Kommerzielle Koordinierung der DDR-Regierung gehörte. 1990 meldete auch die Kasse des SHB e. V. beim Amtsgericht Bonn Konkurs an.
Aufgrund seines schwindenden Einflusses verlor der SHB zudem weiter an politischem Rückhalt innerhalb des Juso-Bundesverbands, der seit der Wahl des SHB-Mitglieds Susi Möbbeck zur Bundesvorsitzenden die Juso-Hochschulgruppen und den SHB gleichermaßen unterstützt hatte. Einzelmitglieder traten zu den Juso-Hochschulgruppen über. Einzelne SHB-Gruppen wurden arbeitsunfähig und lösten sich auf. Daraufhin schlug der SHB 1990 den Juso-Hochschulgruppen einen gemeinsamen sozialdemokratischen Hochschulverband vor. Als die Führung der Juso-Hochschulgruppen dies ablehnte, löste sich der SHB-Bundesverband 1992 auf.
Vereinzelt bestanden lokale SHB-Gruppen danach noch einige Zeit weiter. Einige von ihnen arbeiteten später zeitweilig im – inzwischen wieder aufgelösten – Bündnis linker und radikaldemokratischer Hochschulgruppen (LiRa) mit.

### Örtliche Schwerpunkte
Die erste Gruppe wurde in Köln gegründet. Die „Satzung des Sozialdemokratischen Hochschulbundes an der Universität zu Köln“ trat am 5. Mai 1960, in Kraft. Ein Bundesverband und Landesverband des SHB existierten noch nicht. Erster Vorsitzender des SHB Uni Köln war Heinrich Thies. Die Satzung enthielt die Präambel: „Die Hochschulgruppe des Sozialdemokratischen Hochschulbundes (SHB) an der Universität zu Köln bekennt sich zum sozialen Rechtsstaat, zur parlamentarischen Demokratie und lehnt eine Diktatur in jeder Form ab. Die Gruppe steht in Theorie und Praxis auf dem Boden des demokratischen Sozialismus. Sie bekennt sich zur Freiheit und Würde des Menschen, zur Freiheit von Forschung und Lehre und erstrebt gleiche Entwicklungsmöglichkeiten für alle Menschen. Religiöse, soziale und rassische Herkunft sind für die Mitgliedschaft ohne Bedeutung.“ Am 26. Juni 1989 benannte sich der SHB Uni Köln in Unabhängiger Sozialistischer Hochschulbund (USHB) Uni Köln um.
Am 9. Mai 1960 wurde an der Universität Bonn eine Gruppe des Sozialdemokratischen Hochschulbunds gegründet.
An der in der Mitte der 1960er Jahre errichteten Ruhr-Universität Bochum fand der erste Studentenparlamentswahl im Jahre 1967 statt. In den folgenden Jahren agierten im linken Spektrum der SHB neben SDS und MSB Spartakus sowie weitere linke Gruppen. Der SHB trat zu den Wahlen als „SHB & friends“ an. 1990 erlangte die vom SHB gegründete TuWas!-Liste die absolute Mehrheit im Studentenparlament und blieb lange bestimmend. 1999 geriet die TuWas!-Liste in die Opposition. Sieben Meter Akten des SHB befinden sich im Archiv der Ruhr-Universität Bochum. Die Vereinigung war 2014 immer noch im Rektoratsregister der Ruhr-Universität Bochum eingetragen (Reg.-Nr. 146/31-51).
An der Universität Erlangen-Nürnberg gab die örtliche SHB-Gruppe semesterweise die Zeitschrift Lauffeuer heraus. Die Gruppe bestand bis etwa 2002. Es war die letzte Gruppe ihrer Art.

## Bekannte Mitglieder
- Helge Achenbach
- Detlev Albers
- Marieluise Beck
- Klaus Uwe Benneter
- Gert Börnsen
- Bettina Böttinger
- Carla Boulboullé
- Andreas Bovenschulte
- Anke Brunn
- Jürgen Büssow
- Christoph Drösser
- Marc Jan Eumann
- Harald Friese
- Bernd Greiner
- Wolf-Dieter Hasenclever
- Hartmut Häußermann
- Heinz-Gerd Hofschen[23]
- Axel Horstmann
- Mechtild Jansen
- Wolfgang Kaden
- Niels Kadritzke
- Ulf Kadritzke
- Astrid Kaiser[24]
- Johann Konrad Keller
- Helga Kutz-Bauer
- Bernd Lange
- Detlev von Larcher
- Steffen Lehndorff
- Hans Lehnert
- Wolfgang Lieb
- Erdmann Linde
- Corny Littmann
- Matthias Machnig
- Norbert Mappes-Niediek
- Susi Möbbeck
- Gesine Multhaupt
- Sten Nadolny
- Michael Naumann
- Kurt Neumann
- Knut Nevermann
- Wolfgang Niedecken
- Uwe Ostendorff
- Erich Ott[25]
- Björn Pätzoldt
- Holger Pfleger
- Lilli Pöttrich
- Wolfgang Roth
- Waldemar Ritter
- Hans Karl Rupp
- Konrad Schacht
- Hermann Scheer
- Horst Schild
- Dietmar Schulz
- Svenja Schulze
- Dietmar Schütz
- Kurt Stenzel
- Wolfgang Streeck
- Walter Volpert
- Anja Weber[26]
- Michael Weber
- Harald Weinberg
- Rainer Wend
- Klaus Wettig
- Inge Wettig-Danielmeier
- Wolfgang Wulf
- Christoph Zöpel